# Tomas Bolme

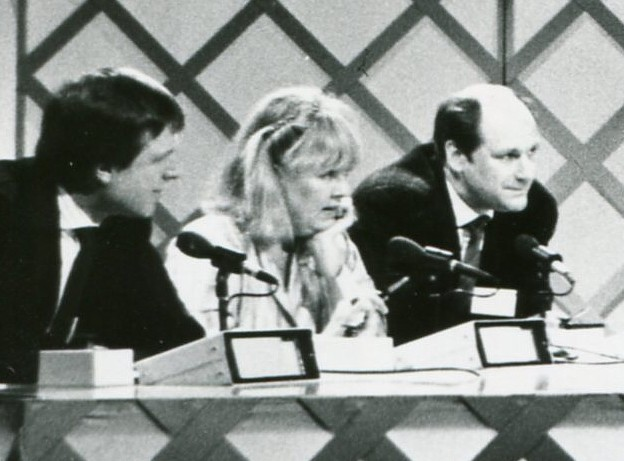
Tomas Bolme (till höger) med Tommy Engstrand och Monica Dominique i TV-programmet Babbel 1986.

Tomas Robert Olof Bolme, född 21 april 1945 i Högalids församling i Stockholm, är en svensk skådespelare. Han var ordförande i Teaterförbundet 1979–2006 och i skådespelarnas internationella federation (FIA) 1992–2008.

## Biografi
Som barn gick han snabbt från  Elsa Ohlenius Barnens egen teater, senare Vår teater, till att bli barnskådespelare på Radioteatern. Tack vare det blev han upptäckt av dramatikern och filmaren Arne Sucksdorff och fick huvudrollen i hans film Pojken i trädet vilket blev hans första filmroll.  
Senare Bolme gick ut Teaterhögskolan i Stockholm 1969 tillsammans med kända skådespelare som Hans Klinga och Louise Edlind Friberg.  
Mellan 1971 och 1990 var Bolme en av de drivande medlemmarna i den fria teatergruppen Fria Proteatern som gjorde ett flertal uppmärksammade föreställningar, vissa visades till och med utomlands.  
Han är allmänt känd som  rösten till seriefiguren Tintin, både i original- dubbningen av den tecknade serien från 1960-talet men främst från de mer kända ljudäventyren. Han har gjort ett flertal dubbnings- jobb genom åren, som i de japanska anime- serierna  Cobra och Starzinger  bland annat samt som Asterix i flera senare filmer om honom. Han är också en av våra främsta inläsare av ljudböcker och utsågs till Årets Taltrast 2009.
Bolme har haft ett långt fackligt engagemang och var ordförande i Teaterförbundet 1979–2006 och i skådespelarnas internationella federation (FIA) 1992–2008.Bolme var tidigare aktiv i Kommunistiska Förbundet Marxist-Leninisterna (KFML) och i en intervju 1990 beskrev han sig själv som kommunist. Bolme har valt att offentliggöra att han ger ekonomiskt stöd till den antifascistiska tidskriften Expo. Bolme är också verksam som ideell revisor i föreningen Iraksolidaritet.
Han är gift med skådespelerskan Elisabeth Nordkvist sedan 1976. En syster var programledaren Agneta Bolme Börjefors.

## Filmografi i urval
- 1959 – Mälarpirater
- 1961 – Pojken i trädet
- 1962 – Halsduken (TV-serie)
- 1963 – Mordvapen till salu
- 1964 – Blåjackor
- 1968 – Freddy klarar biffen
- 1969 – Tintins äventyr (TV-serie) (röst som Tintin)
- 1970 – Lyckliga skitar
- 1971 – Torsten Billman trycker träsnitt (röst, TV-dokumentär)
- 1971 – Den byxlöse äventyraren (TV-serie)
- 1972 – The Day the Clown Cried
- 1972 – Tintin och hajsjön (röst som Tintin)[8]
- 1973 – Det är grisens fel! (TV-film)
- 1974 – Huset Silfvercronas gåta (TV-serie)
- 1974 – Det sista äventyret
- 1975 – Monismanien 1995
- 1975 – En kille och en tjej
- 1975 – Tjocka släkten (TV-serie)
- 1976 – En dåres försvarstal (TV-serie)
- 1977 – Väljarnas förtroende (TV-film)
- 1978 – Man måste ju leva...
- 1980 – Mannen som gick upp i rök
- 1980 – Flygnivå 450
- 1981 – Dagar i Gdansk
- 1981 – Sandybell (Japansk animé) (röst som Mark Wellington mfl.)
- 1982 – Skulden (TV-serie)
- 1983 – Distrikt 5 (TV-serie)
- 1984 – Nya himlar och en ny jord
- 1984 – Skatten på Bråtehus (TV-serie)
- 1985 – August Strindberg: Ett liv (TV-serie)
- 1985 – Den tragiska historien om Hamlet – prins av Danmark (TV-film)
- 1986 – Sammansvärjningen (TV-serie)
- 1988 – Fordringsägare (TV-film)
- 1988 – Familjen Schedblad (TV-serie)
- 1989 – T. Sventon praktiserande privatdetektiv (TV-serie) (Julkalendern i Sveriges Television)
- 1991 – Facklorna (TV-serie)
- 1991 – 1628 (TV-serie)
- 1992 – Hassel – Utpressarna (TV-film)
- 1992 – Den goda viljan
- 1994 – Tre Kronor (TV-serie)
- 1997 – Pippi Långstrump (röst som Klang)
- 1997 – Skärgårdsdoktorn (TV-serie)
- 1998 – Pippi Långstrump (TV-serie) (röst som Klang)
- 1999 – Asterix och Obelix möter Caesar (röst som Asterix)
- 1999 – Pippi i Söderhavet (röst som Klang)
- 1999 – Julens hjältar (TV-serie) (Julkalendern i Sveriges Television)
- 2001 – Om inte
- 2002 – Asterix & Obelix: Uppdrag Kleopatra (röst som Asterix)
- 2003 – Vera med flera (TV-serie)
- 2005 – Wallander – Afrikanen
- 2006 – När mörkret faller
- 2007 – Arn – Tempelriddaren
- 2010 – Sture & Kerstin Forever (TV-film)
- 2013 – Kung Liljekonvalje av dungen
- 2013 – Inkognito (TV-serie)
- 2014 – Bamse och tjuvstaden (berättarröst)
- 2015 – Asterix - Gudarnas hemvist (röst som Asterix)
- 2015 – Big Hero 6 (röst som professor Robert Callaghan)
- 2016 – Bamse och häxans dotter (berättarröst)
- 2018 – Bamse och dunderklockan (berättarröst)[9]
- 2019 – Asterix: Den Magiska Drycken (röst som Asterix)[10]

## Teater

### Roller (ej komplett)
| År   | Roll                      | Produktion                                                                          | Regi                 | Teater                 |
| ---- | ------------------------- | ----------------------------------------------------------------------------------- | -------------------- | ---------------------- |
| 1970 | Philinte                  | Misantropen (Le Misanthrope) Molière                                                | Frank Sundström      | Dramaten               |
| 1971 | Stenhuggarn               | Brända tomten August Strindberg                                                     | Alf Sjöberg          | Dramaten               |
| 1971 | En officer                | Tartuffe (Tartuffe, ou l'Imposteur) Molière                                         | Mimi Pollak          | Dramaten               |
| 1971 | Albert                    | Modern (Matka) Stanislaw Ignacy Witkiewicz                                          | Alf Sjöberg          | Dramaten               |
| 1980 | Borgmästaren              | Draken (Drakon) Jevgenij Sjvarts                                                    | Stefan Böhm          | Fria Proteatern        |
| 1981 | Bengan                    | Bänken Roland Jansson                                                               | Olof Willgren        | Fria Proteatern        |
| 1982 |                           | Den blomstertid nu kommer Gunnar Ohrlander                                          | Stefan Böhm          | Fria Proteatern        |
| 1983 | Menelaos                  | Sköna Helena (La Belle Hélène) Jacques Offenbach, Henri Meilhac och Ludovic Halévy  | Olof Willgren        | Fria Proteatern        |
| 1991 | Zorba                     | Zorba! Fred Ebb, John Kander och Joseph Stein                                       | Georg Malvius        | Riksteatern            |
| 1997 | Tevye                     | Spelman på taket (Fiddler on the Roof) Jerry Bock, Sheldon Harnick och Joseph Stein | Georg Malvius        | Stockholms stadsteater |
| 2006 | Egeus                     | En midsommarnattsdröm (A Midsummer Night's Dream) William Shakespeare               | Alexander Mørk-Eidem | Stockholms stadsteater |
| 2008 | Smeden Fotografen Mördarn | Stora landsvägen August Strindberg                                                  | Wilhelm Carlsson     | Stockholms stadsteater |
| 2016 | Sarastro                  | Trollflöjten 2.0 Emma Sandanam och Mette Herlitz                                    | Fredrik Meyer        | Parkteatern            |

## Ljudboksuppläsningar (i urval)
- 1986 – Coq Rouge (och uppföljarna) av Jan Guillou
- 1998 – Vägen till Jerusalem (och uppföljarna) av Arn Jan Guillou
- 2003 – I Mördarens rum av P.D. James
- 2004 – Tordyveln flyger i skymningen av Maria Gripe
- 2005 – Han som föddes att möta mörkret av Michelle Paver
- 2008 – Mästaren och Margarita av Michail Bulgakov
- 2012 – Brobyggarna (och uppföljarna) av Jan Guillou
- 2012 - Springfloden av Cilla & Rolf Börjlind